# سوبات
سوبات (بالإنجليزية: Subate)‏ هي معلم جغرافي تقع في لاتفيا في بلدية يلوكسته. يقدر عدد سكانها بـ 1,222 نسمة .

## معرض صور

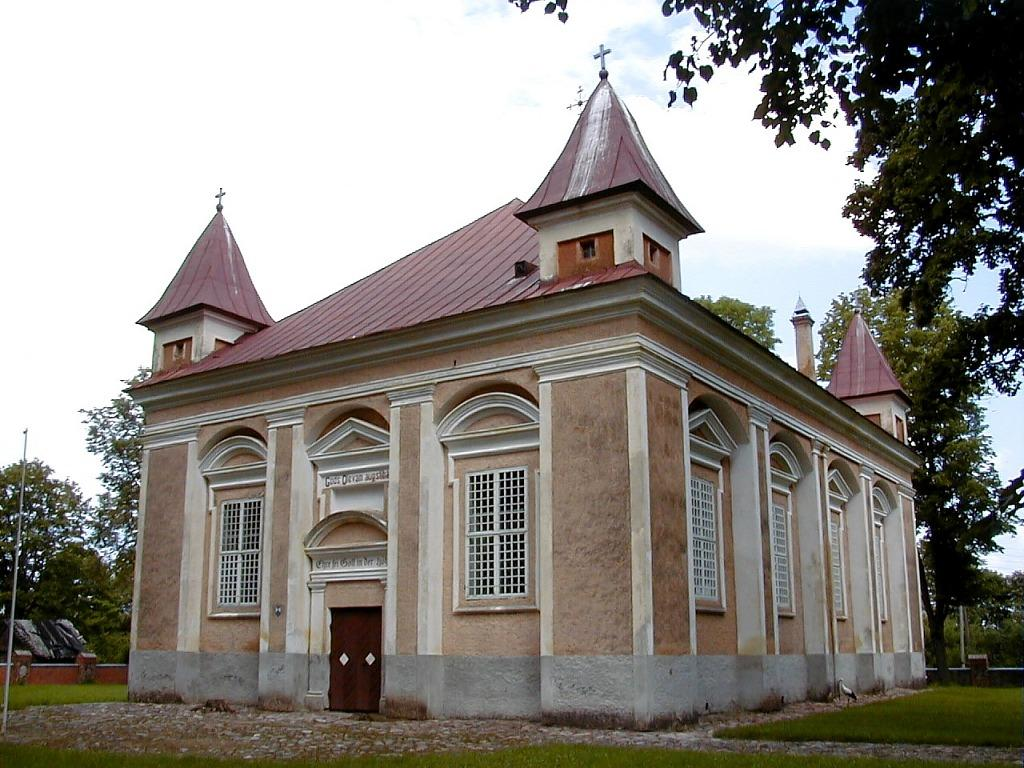
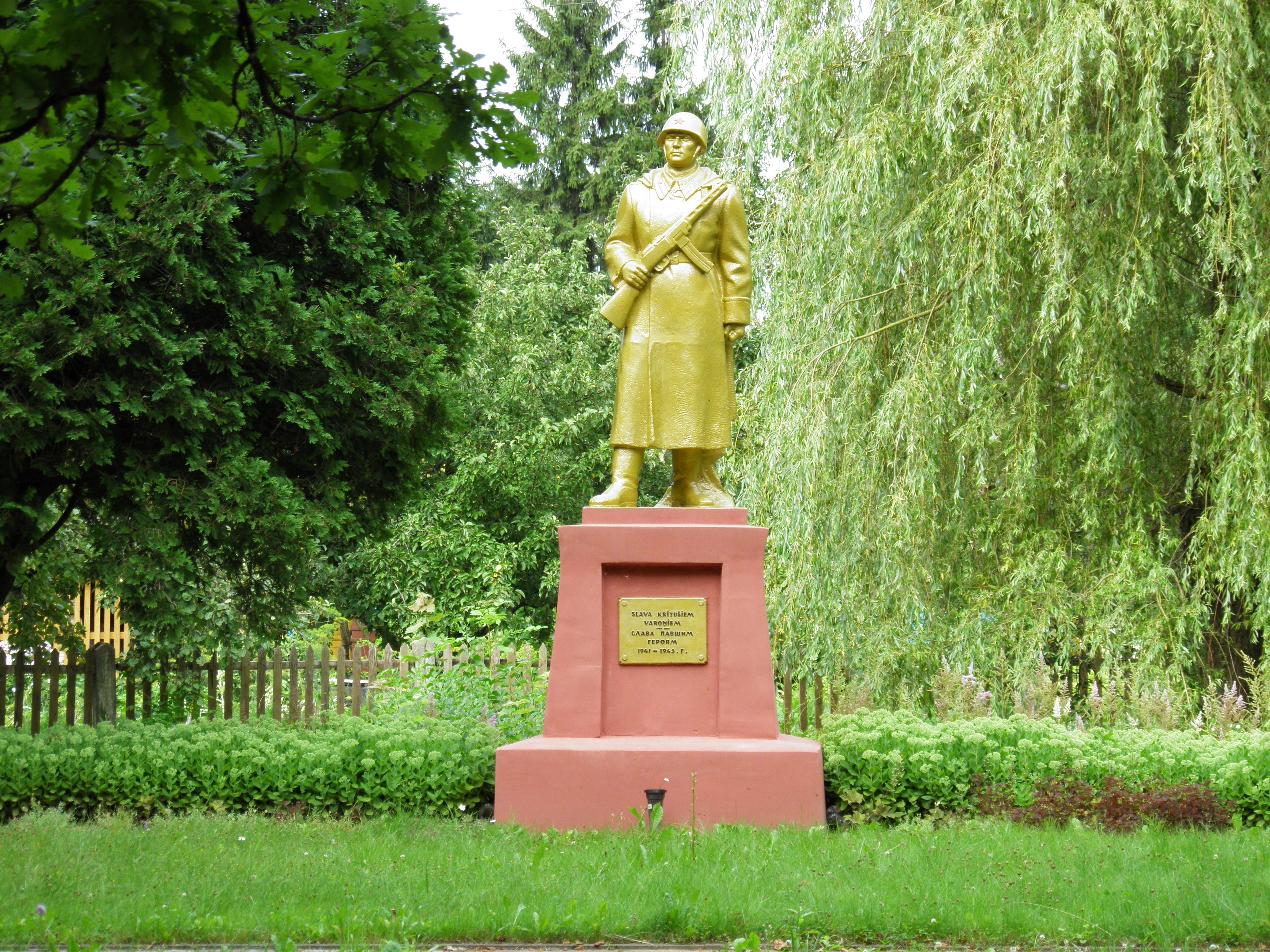
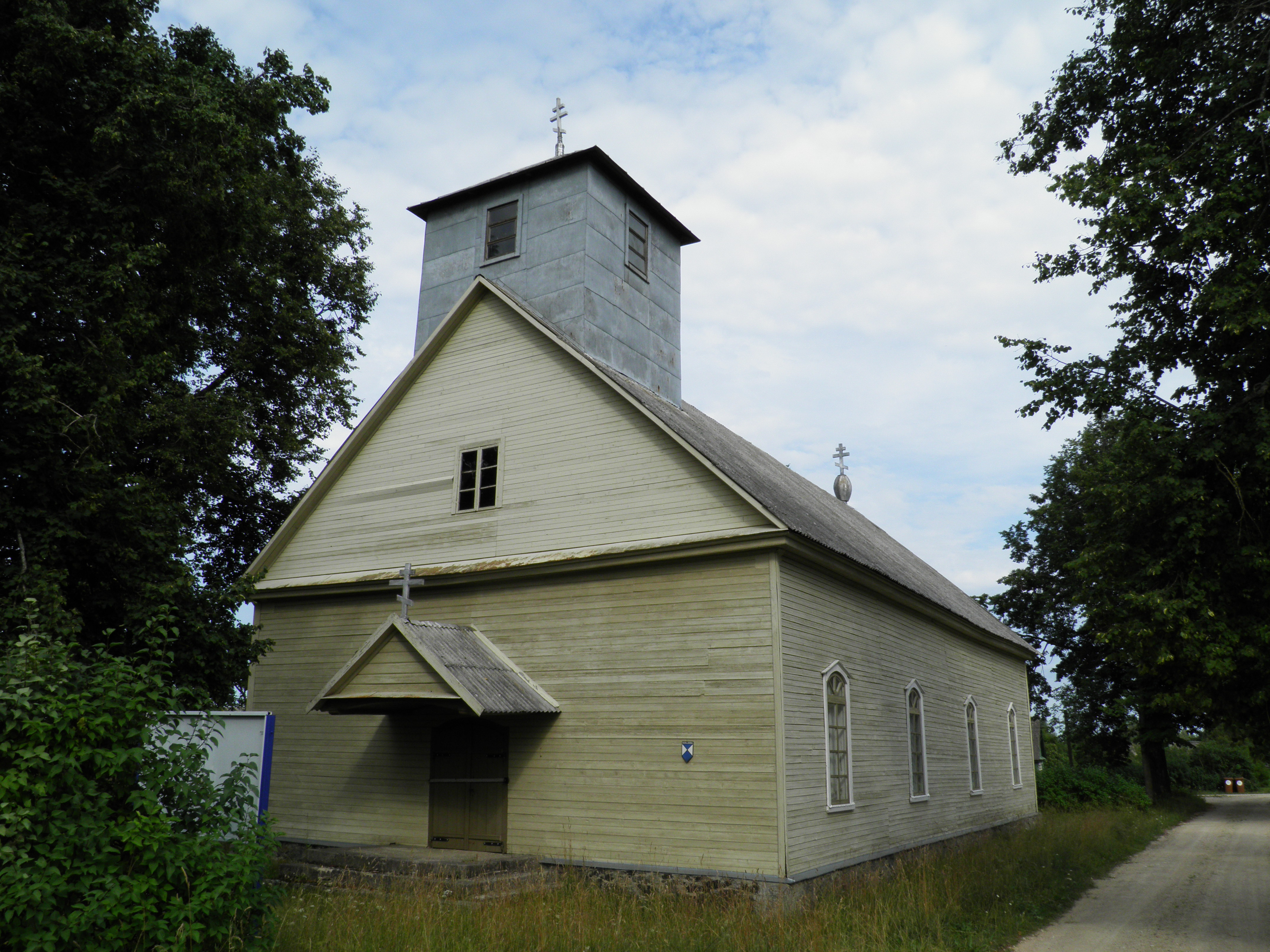